# ヴォイニッチ手稿

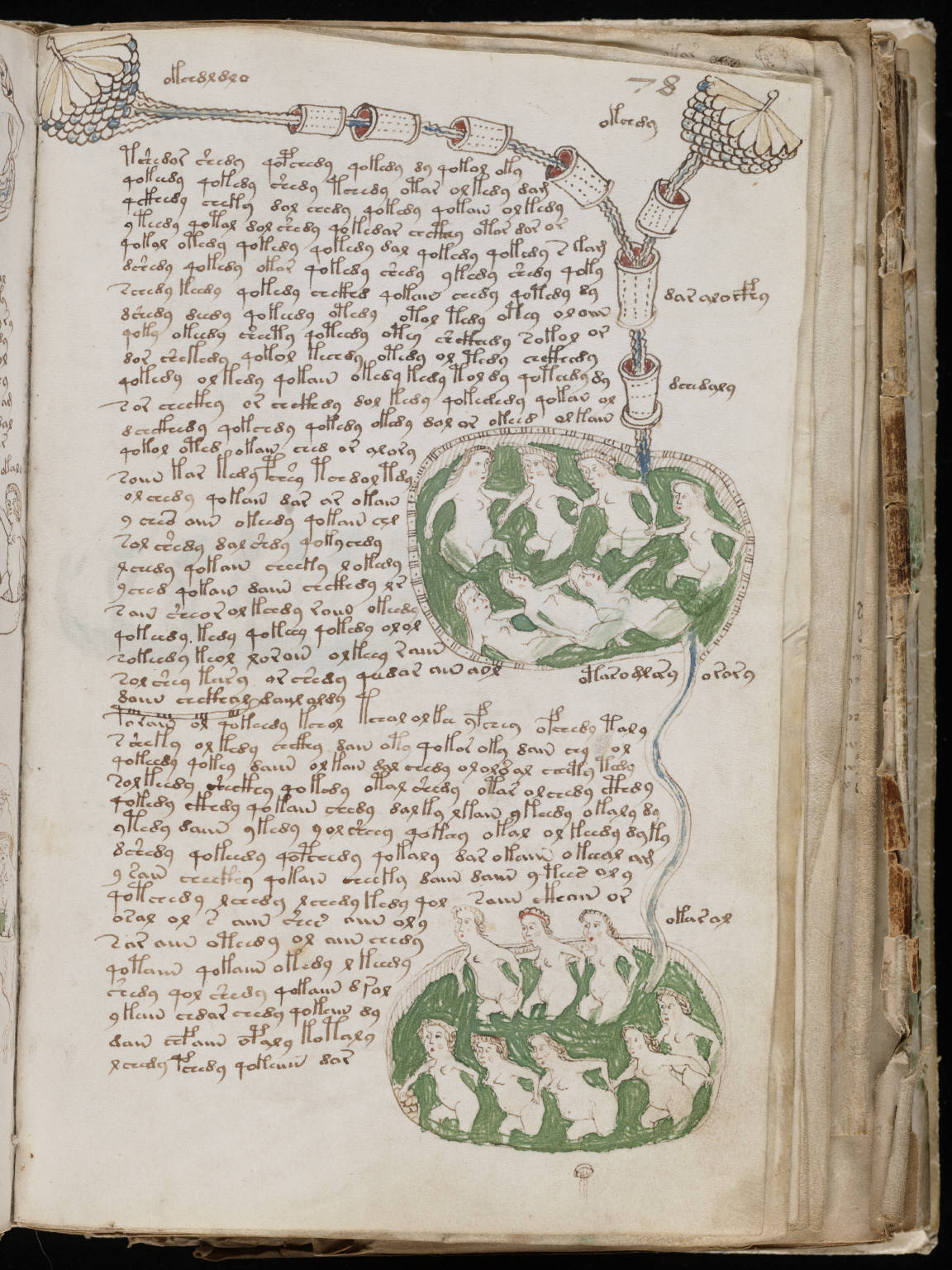
ヴォイニッチ手稿のページ。

ヴォイニッチ手稿（ヴォイニッチしゅこう、ヴォイニッチ写本、ヴォイニック写本とも、英語: Voynich Manuscript）とは、1912年にイタリアで発見された古文書（写本）。未解読の文字が記され、多数の奇妙な絵が描かれていることが特徴である。

## 概要

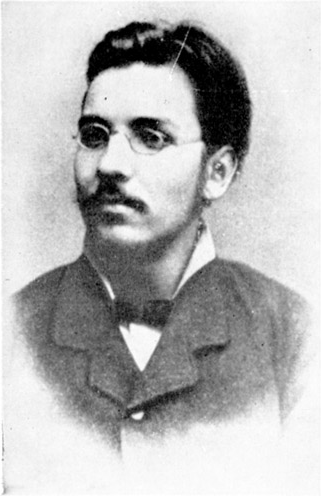
ウィルフリッド・ヴォイニッチ。

大きさは23.5 cm × 16.2 cm × 5 cmで、左から右読み、現存する分で約240ページ（少なくとも28ページが欠落）の羊皮紙でできている。未解読の文字による文章が書かれており、ほぼ全てのページに女性、占星図、植物といった様々な絵が彩色されて大きく描かれている。文章に使用されている言語は多くの歴史研究者および言語学者によって何度も解読の試みが行われているが、現在でも解明されていない。
名称は発見者であるポーランド系アメリカ人の革命家で古書収集家のウィルフリッド・ヴォイニッチにちなむ。彼は1912年にイタリアで同書を発見した。

## 手稿の内容
記号システムが確認されている未知の文字によって書かれた文章と、多数の彩色画によって構成されている。ほぼ全てのページに絵が描かれており、また絵（とわずかな添え書き）だけのページもある。文章だけで占められたページの数は少なく、本全体として見ても絵が占める紙面の割合の方が大きいほどである。絵は植物に関するものが多く、全体の7割ほどが植物の全体像を描いたページもしくは部分を並べ描いたページで占められている。その他に、銀河や星雲などの天体図に見える天文学や占星術に関すると思われる絵や、精子のように見える絵、複雑な給水配管のような絵とそれらの管で繋がったプールや浴槽らしきものに浸かった女性の絵などの不可解な挿絵が描かれたページがある。ごく一部ラテン語らしき文字列も確認されているが、それらが作成時に書かれたものか後から追加されたものであるかは判明していない。
f1r（最初のページ）は文章のみで占められており、右側面にラテンアルファベットによる行番号が振られている。
以降f1vからf57r（全体の半分ほど）まで1ページ当たり１種類のかなり緻密な植物や花を思わせる絵とその周りに何らかの詳細な説明らしき文章が並んだページが続く。この体裁のページは本の後半分にも他のセクション内に混ざってちらほらと存在している。これらのページでは植物の絵が大きく描かれており、文章はそれを避けるように書かれている。プールや浴槽に浸かった女性の絵などの絵が描かれたページに比べて文章の量は少なく、絵も文章も無い余白が広い。植物の絵はほとんどが根まで含んだ草本全体を描いたものである。樹木らしき絵は見られない。
f57vからf73vまで天文学や占星術に関すると思われる絵のページが続く。どの絵も大きな円形の一枚図か、もしくは複数の絵を車輪上に並べて作られた円形の図になっている。文はそれらの絵に添えられた説明らしき短いフレーズが主であり、まとまった文章を書いた部分は少ない。円図の中心に3月から12月までの10か月の黄道十二星座の絵が描かれた箇所（f70v–f73v）があり、ここでは絵に添えて中世ラテン語で書かれた月の名前の表記と思わしきものが見られる。一般的なものと異なる点として、射手座がケンタウロスではなく人間であり持っているのがクロスボウとなっている。また蟹座がザリガニで、蠍座がトカゲらしき絵になっている。
f75r（f74は欠落）からf84vまでプールや浴槽に浸かった女性の絵などの絵が描かれたページが続く。これらのページではページ内に文章の占める割合が多く、ページの上から下まで文と絵が密に存在しており余白が少ない。また、他のセクションに比べて絵がページの縁に寄せて描かれており文章の邪魔をしていないページが多い。
f85からf86は6ページ分（2×3）の羊皮紙が折りたたまれた作りになっている。折りたたまれた外側は大きな円形の一枚図のページと文章のみのページになっている。内側は2×3の見開き全面を使って、大きな円形の図が9つ繋がった絵が描かれている。
f87rからf102vは前半分に似た植物の草本全体を大きく描いたページと、複数の草本もしくは葉や根と言った一部分を並べたページが半々で混ざっている。複数の植物が描かれたページでは壺や瓶のような物や、植物の茎の皮を剥いだ模式図らしき絵も描かれている。
f103rから最後のf116vまでは全て文章のみで占められたページになっている。一般的な書籍の様に文章がページの上から下まで並んでいる。右ページも左ページもページの左縁に、七芒または八芒の星型から下に線の1本の垂れた、星か花のようなマークが縦に並んでいる。マークは芒星の中心に赤い丸が有るものと無いものが混じっている。これらのマークの並ぶ間隔は均一ではなく、ビュレットのような文章のセクション区切り記号の可能性があるが詳細は不明である。
文章を言語学の統計的手法で解析した結果、でたらめな文字列ではなく、自然言語か人工言語のように確かな意味を持つ文章列であると判断されたものの、現在に至るまで解読できていない。挿し絵の分析から内容を推測する試みもなされたが、これも解読成功していない。描かれている植物の絵などは実在する植物の精緻なスケッチのようにも見えるが、現存する資料を基に詳細に調べたにもかかわらず描かれているもしくは類似する植物はほとんど同定に成功しておらず、何のためにこれほど詳細な架空の（と考えられる）植物の挿し絵が入っているのか理由は定かでない。また、描かれた人物のほとんどが全裸であることから、服飾に基づく文化や時代の推定も困難となっている。

## 歴史
手稿の執筆時期については分かっていない。2011年にアリゾナ大学で行われた放射性炭素年代測定により、手稿に使用されている羊皮紙は1404年から1438年頃に作られたとされる。ただ、執筆時期はさらに後年である可能性もある。
最初の確実な所有者はプラハの錬金術師ゲオルク・バレシュ（1585年 – 1662年）である。彼が1639年にアタナシウス・キルヒャーにあてた書簡がこの手稿に言及する最古の資料である。
バレシュの死後、手稿は友人のヤン・マレク・マルチ（1595年 – 1667年）の手に渡り、数年後、手稿は彼の長年の友人であるキルヒャーに送られた。
手稿のカバーの中から発見された1665年または1666年の8月19日の日付のあるマルチがキルヒャーにあてた書簡は、この手稿がかつてルドルフ2世に600ドゥカートで購入されたという逸話を紹介している。この書簡はヴォイニッチがこの手稿を入手したときにも付属していた。これに関して、皇室の帳簿には1599年にルドルフ2世がアウグスブルクの医師で写本商のカール・ヴィーデマンから小さな写本のコレクションを500ターラー（600フローリン）で購入したという記録が存在する。
以後200年の間は記録が存在しないが、キルヒャーの死後、彼の他の文書とともにローマのコレッジョ・ロマーノの図書館の所蔵になったと考えられる。ヴォイニッチ手稿が再び歴史に登場するのは1870年にヴィットーリオ・エマヌエーレ2世がローマを占領した後である。新しいイタリアの政府は大学の図書館の蔵書を含む教会財産の没収を決定したが、多くの書物は個人の所有とすることで没収を逃れた。ヴォイニッチ手稿は当時イエズス会の指導者で大学の学長を務めていたピーター・ヤン・ベッククスの蔵書となり、他の書物とともにローマからフラスカーティのヴィラ・モンドラゴーネに移された。
1912年、コレッジョ・ロマーノが財政難から所有する財産をいくつか売却することになった。その時ウィルフリッド・ヴォイニッチが購入した30の手稿の中にヴォイニッチ手稿が含まれており、以後同書は彼の名を冠して世に広く知られるようになった。1969年にヴォイニッチ手稿はハンス・P・クラウスによりイェール大学のバイネキ稀覯本・手稿図書館に寄贈され、「MS 408」として収蔵された。現在ではインターネット上で閲覧が可能である。

## 作者

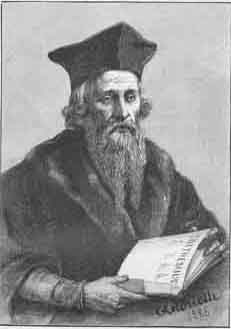
エドワード・ケリー。

作者については諸説ある。イングランドの学者、ロジャー・ベーコンとする説では、挿し絵から見て薬草学に関する何らかの知識か見解を宗教的迫害から守るため、非常に特殊な暗号を使って記載したのではないかとしている。イングランド生まれの錬金術師、エドワード・ケリーとする説では、錬金術に傾倒していたルドルフ2世に売りつけるため、もしくはパートナーのジョン・ディーをかつぐために偽造したとしている。ディーはルドルフ2世の手稿入手の背景にいた人物とされる。
2014年のスティーブン・バックスの論文によれば、手稿は中東の付近に暮らしていた既に滅んだ民族が用いていた言語によって記されたものだという。

## 解読の試み
暗号の天才と呼ばれ、第二次世界大戦時に数々の暗号を解読した（日本軍のパープルコードを解読したことでも知られる）ウィリアム・フリードマンが1945年に解読に挑戦したが成功しなかった。なお、フリードマンは暗号というよりも人工言語の類ではないかと示唆している。
レオ・レヴィトフは1987年に出版した著書で、浴槽に浸った女性の絵は12世紀から13世紀頃に南フランスで栄えたカタリ派の「耐忍礼（endura）」の儀式を表しており、また言葉はフラマン語を基にしたクレオール言語で書かれているとした 。手稿全体もカタリ派の教義書か関連文書であると主張したが、彼のカタリ派に関する主張には誤謬があることが指摘され、また解読の方法も非常に不自然で意図的に原文を再構成できるような方法であり、誤りに過ぎなかったということが確認された。
2014年、ベッドフォードシャー大学の言語学者、スティーブン・バックスが手稿に描かれている挿し絵の植物のアラビア語名およびヘブライ語名、またその他の中東の言語における呼称を手稿中の文字の出現パターンに当てはめる手法によってヴォイニッチ手稿の一部解読に成功したという論文を発表しており、それによれば印欧語族に属する言語ではなくセム語族あるいはコーカサス諸語に属する言語、またはさらに東のアジア人の言語で記されているという。
2017年9月、イギリスのテレビ作家のニコラス・ギブズは、この書物が婦人の健康に関する医学書であるとする説を発表した。彼はヴォイニッチ手稿の文字はラテン語の単語の略号であると主張し、また中世の医学書とヴォイニッチ手稿の類似性について考察している。
2018年、カナダ在住の電気技師・アメット・アーディックがトルコ古語に似ているという説をジョンズ・ホプキンス大学のデジタルジャーナルに論文として投稿し、2018年3月現在査読を受けている。
2019年、ブリストル大学の言語学者、ジェラード・E・チェシャーによりドミニコ会の修道女がアラゴン王国王妃であるマリアのために俗ラテン語で記述した生活に関する参考書という説が提唱された。
2024年、オーストラリア、マッコーリー大学のキーガン・ブリュワーらが発表した論文によると、手稿の主題の一つとして中世ヨーロッパにおける女性の性と生殖であると考えられるそうだ。ブリュワーらは、手稿が作られた年代と同時代に生き、植物、女性、魔術、天文学などについて著作を残したバイエルンの医師ヨハネス・ハートリーブに着目し、彼が「女性の慎み」を重んじ、世間に広まるのを防ぐため、避妊、堕胎、不妊に関する処置を記入する際には暗号を使って記すべきと言及していたことが分かった。これを踏まえて、ヴォイニッチ手稿も女性の性と生殖について暗号化して記したものであると推測される。手稿の中で、一番手の込んだ挿絵「ロゼット」は、女性の膣を表していると考えられ、精液や膣分泌液と見られるものもある。
この手稿は一種のアウトサイダー・アートであり、解読しようとする試みそのものが無意味であるとの意見も存在するが、仮説の域を出るものではない。

## フィクション上のヴォイニッチ手稿
英国の作家・評論家のコリン・ウィルソンの小説『賢者の石』、『ロイガーの復活』などは、怪奇小説作家ハワード・フィリップス・ラヴクラフトの「クトゥルフ神話」の系譜に属する。ウィルソンはそこで、ヴォイニッチ手稿は、ラブクラフトが創作した想像上の文書である『ネクロノミコン』の写本であったという架空の設定を記している。ウィルソンの小説のなかでは、暗号に使われた文字はアラビア文字であり、しかし言語はアラビア語ではなくラテン語であったとされる。アラビア文字は右から左へと綴るが、現実のヴォイニッチ手稿は記述されている言語こそ不明ではあるが左から右へと綴られていることはまず間違いない。
ダン・シモンズの長編SF小説『イリアム』とその続編『オリュンポス』では、ヴォイニッチ手稿が重要な役割を果たす。小説中でヴォイニッチ手稿は偽作という設定になっているが、手稿の真偽を確かめるために行なわれた時間旅行実験が大災害を引き起こす。またヴォイニッチにちなんで命名された「ヴォイニックス（Voynix）」という人工生物が登場する。

## ギャラリー

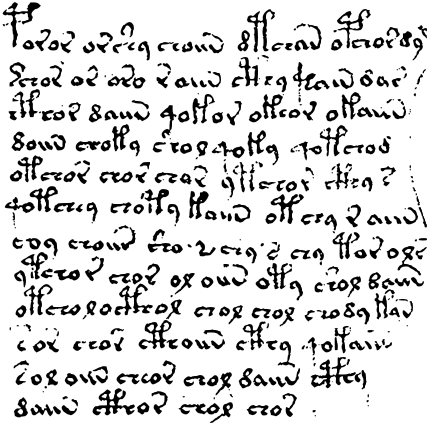
文字部分の拡大図。単語の反復が非常に多いこと、冠詞と名詞のように対になって現れる単語が殆どないことが分かっている。
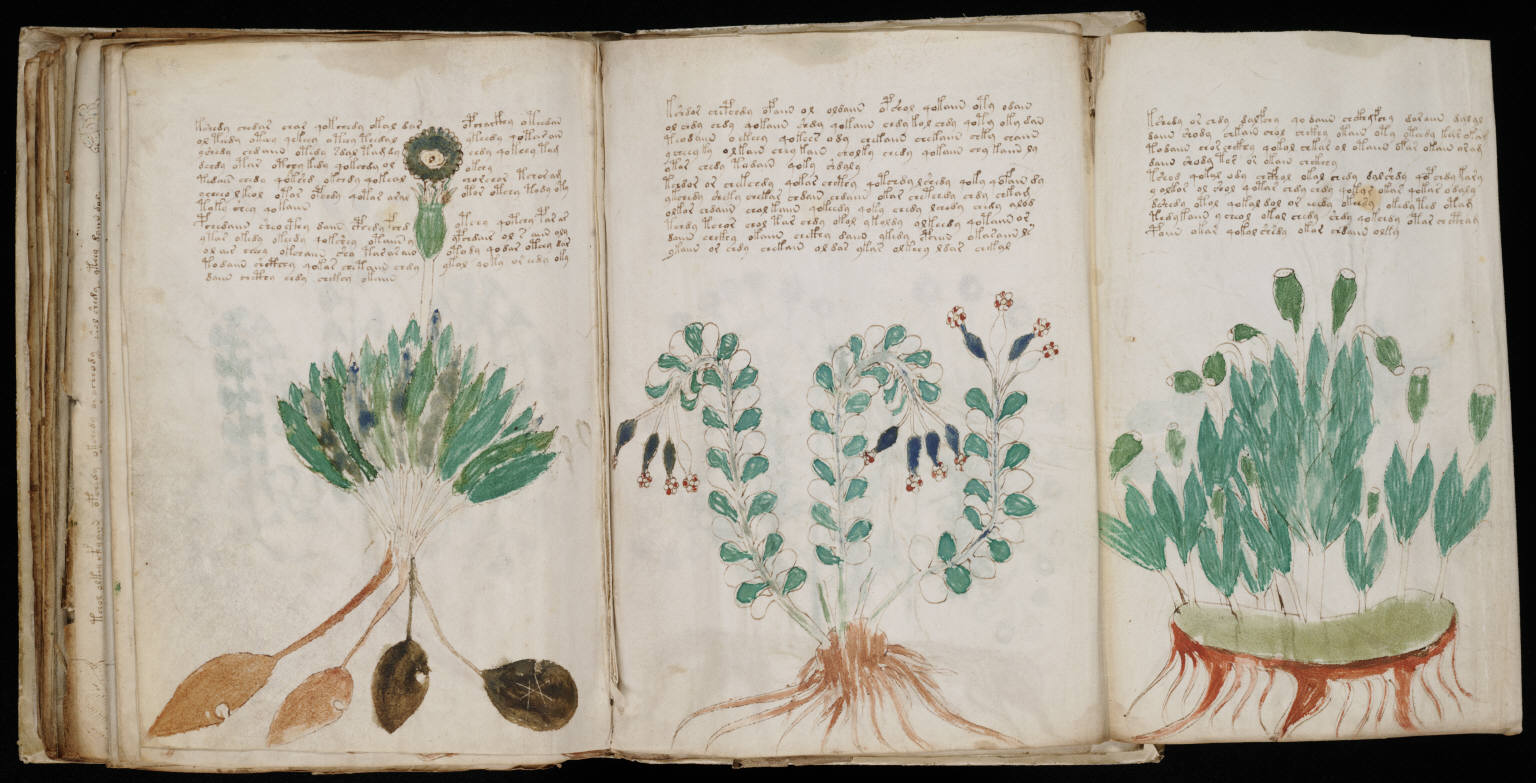
三つ折のページを展開したもの。上に文字が書かれ、下に植物のようなものが描かれている。
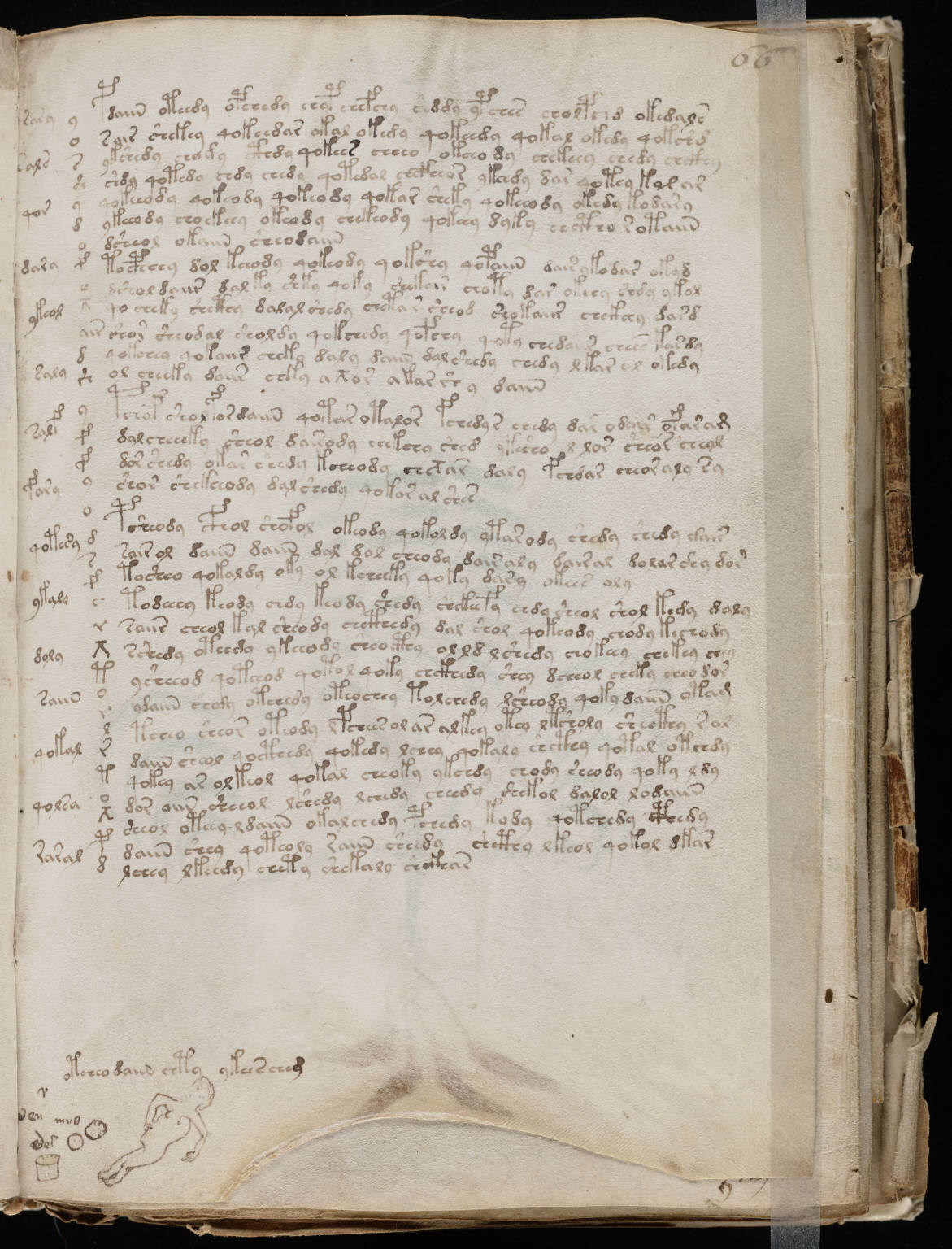
文字が書かれたページ。
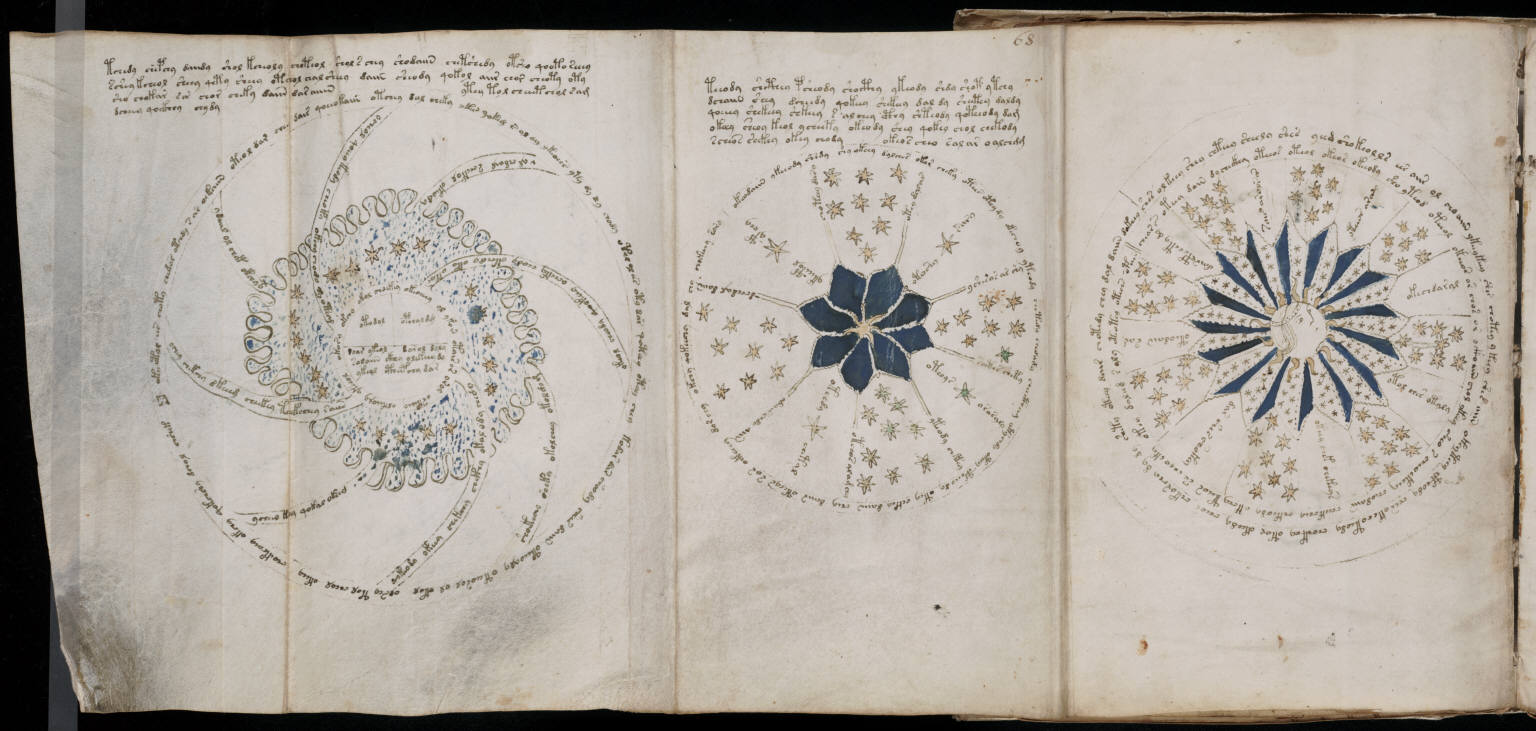
「天体図」と呼ばれるページ。
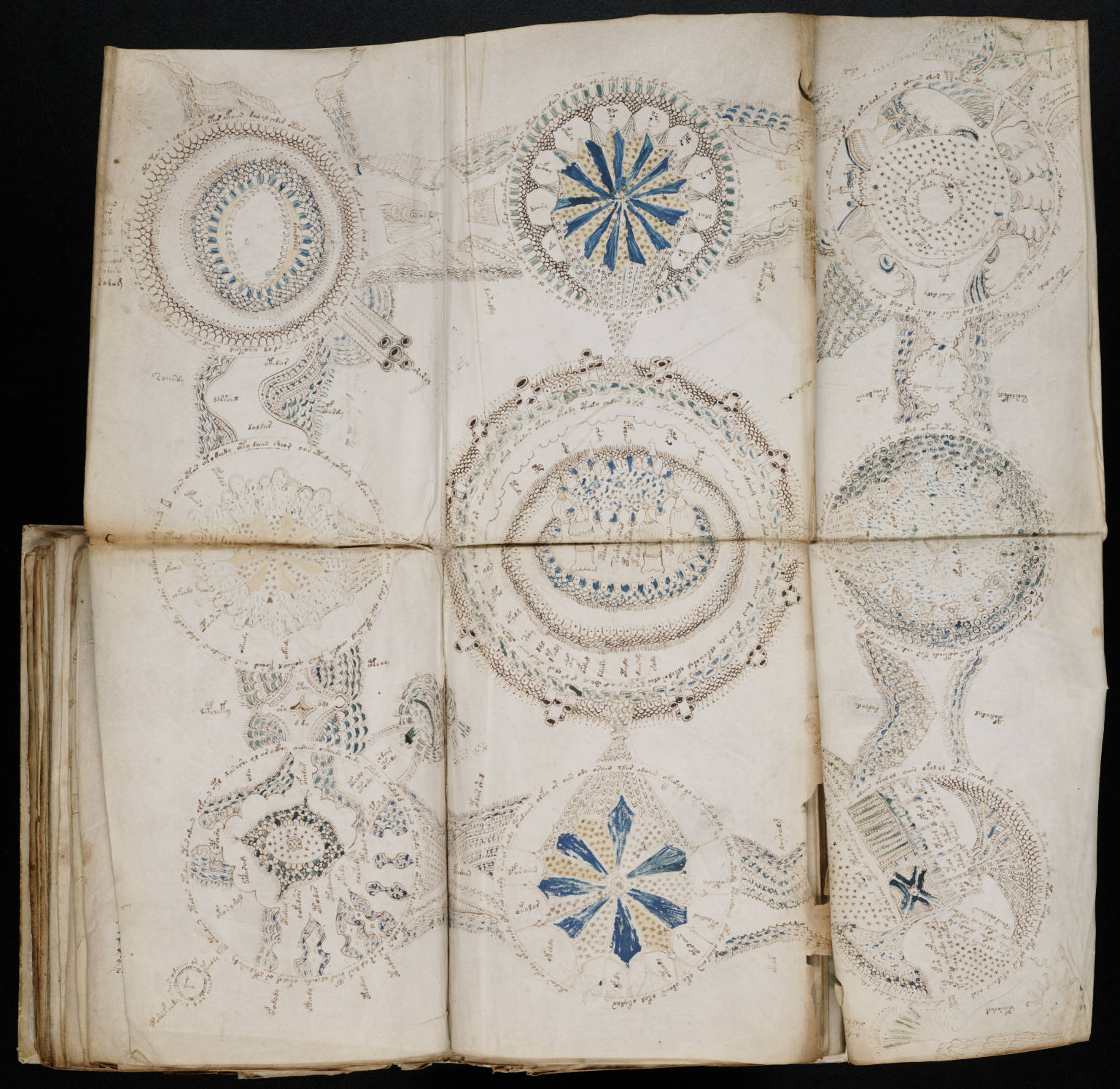
絵が描かれた六つ折のページ。
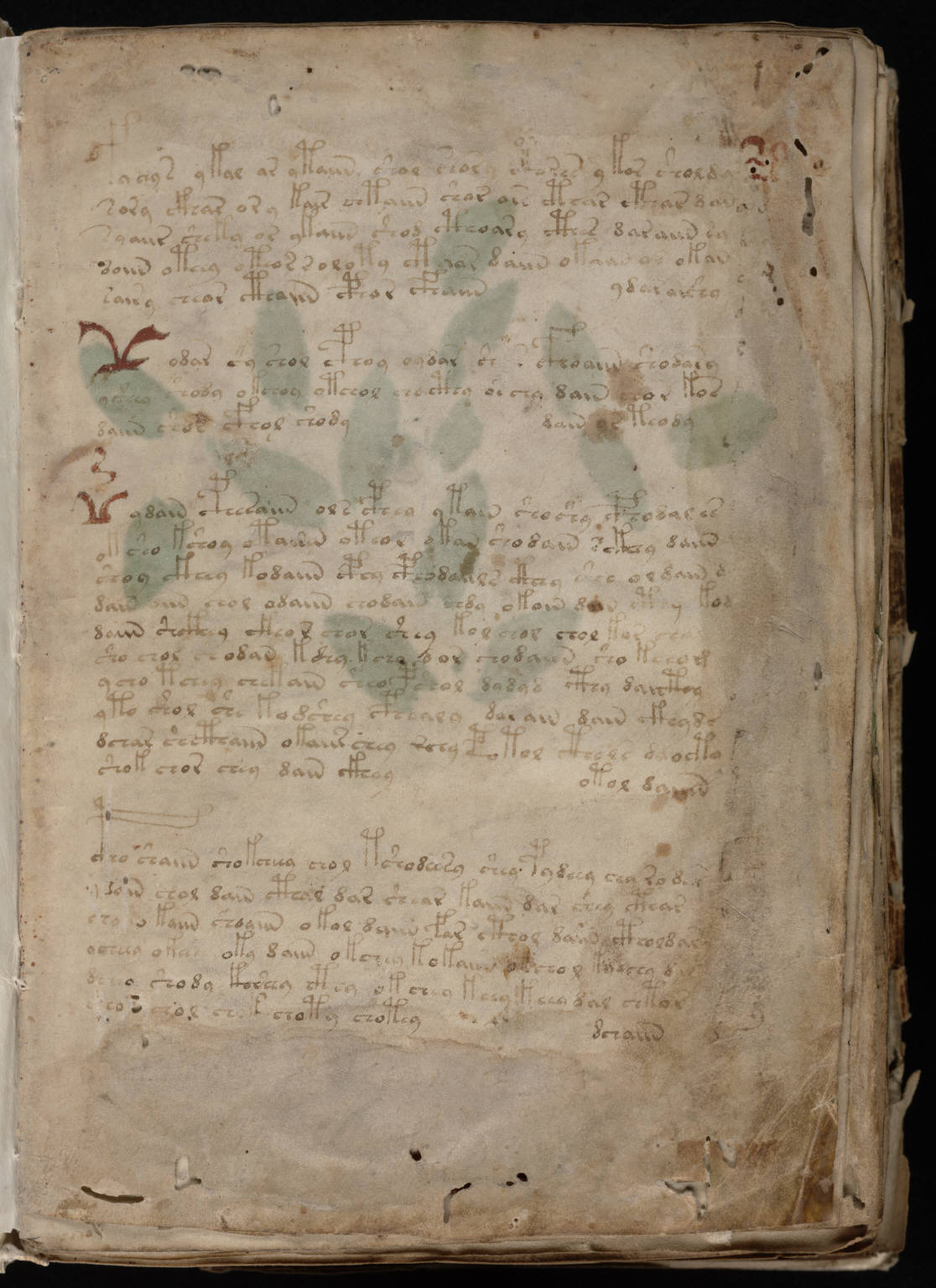
手稿の1ページ目。赤い2つのシンボルのようなものが描かれている。
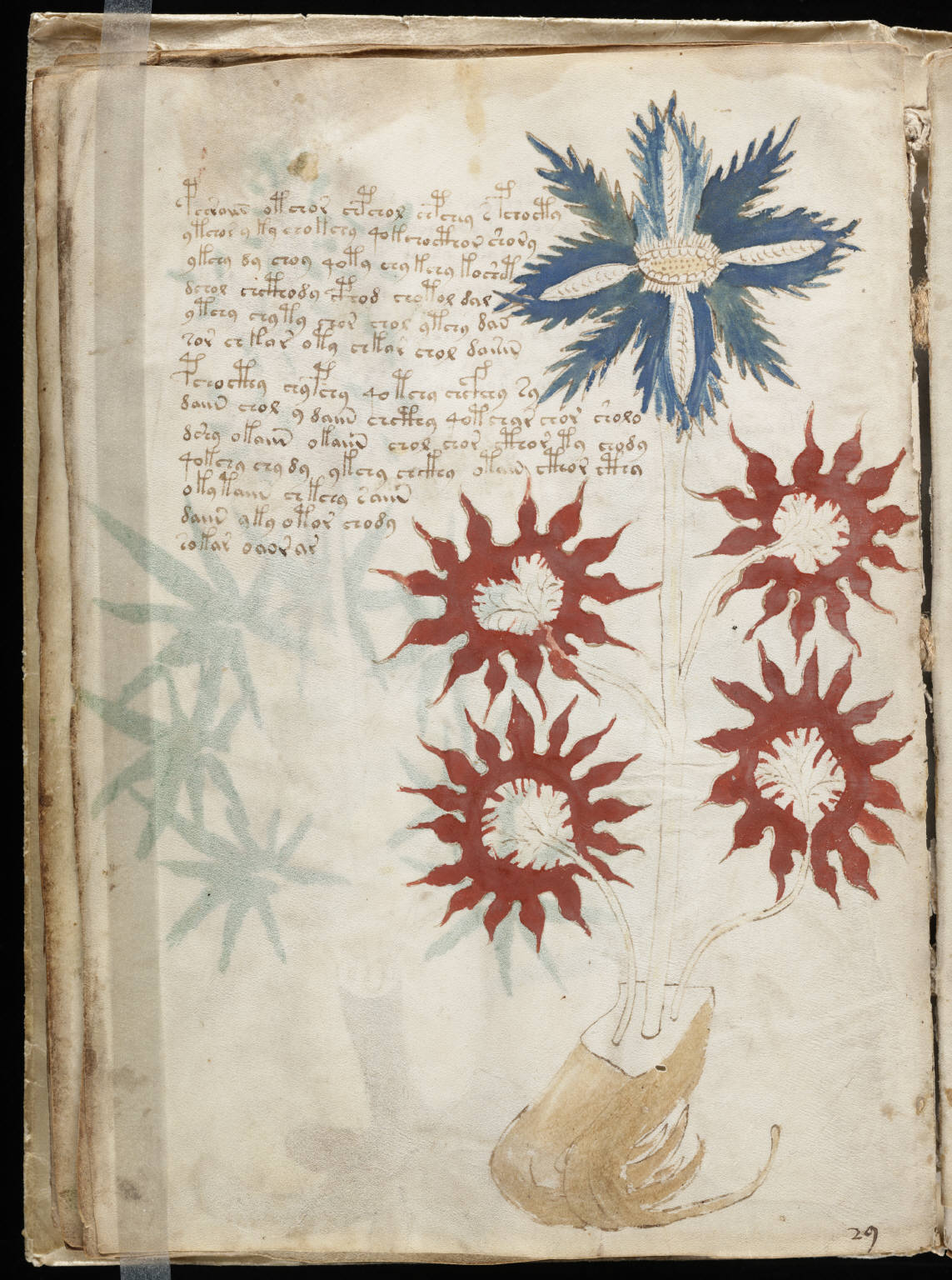
花のようなものが描かれたページ。
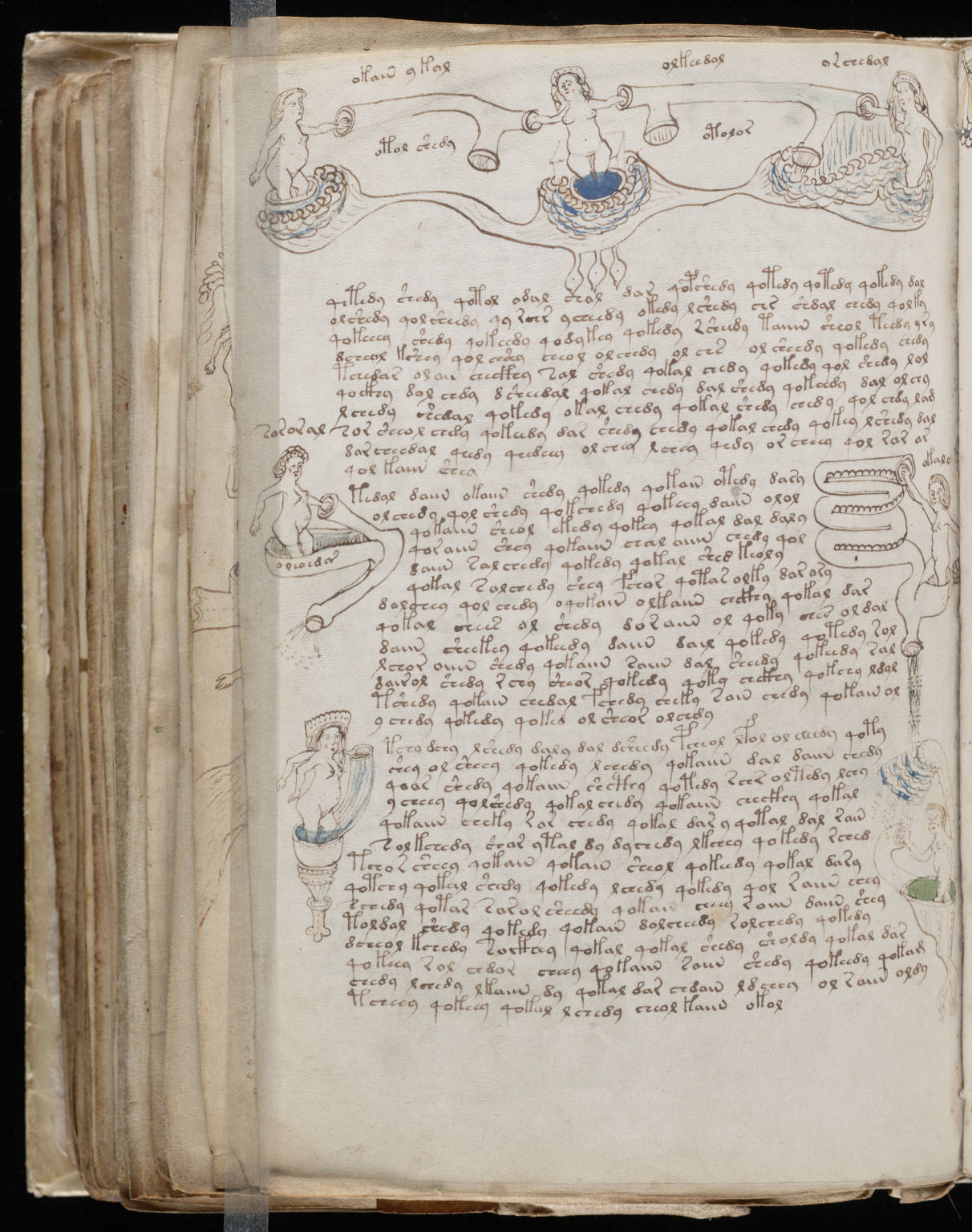
浴槽に浸かった女性たちの絵。縁に寄せて書かれているもの。
浴槽に浸かった女性たちの絵。文章に割り込んで書かれているもの。
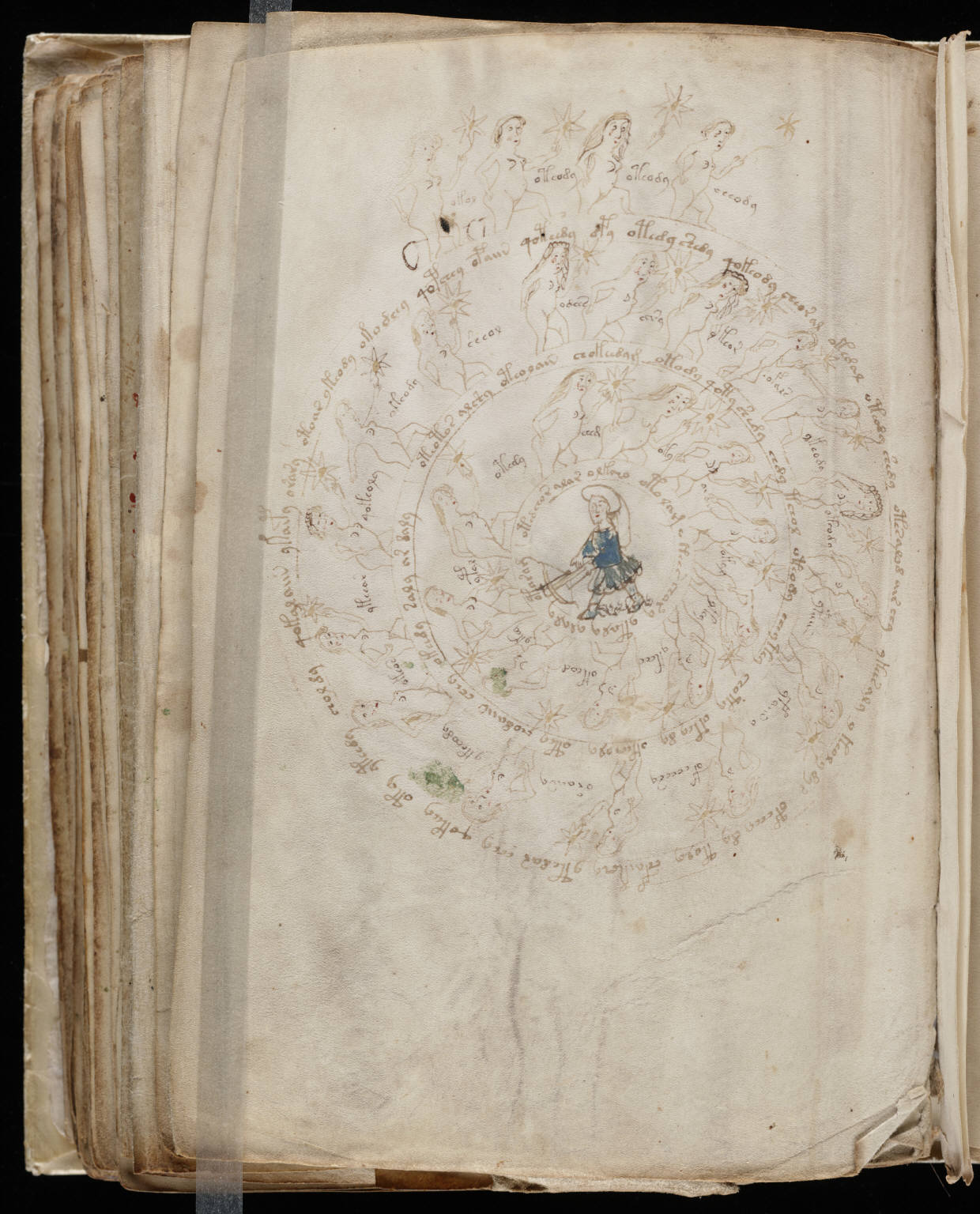
射手座。クロスボウを持った男性が服や弓の明確な特徴をもって描かれている。